# Villers-Saint-Paul
Villers-Saint-Paul är en kommun i departementet Oise i regionen Hauts-de-France i norra Frankrike. Kommunen ligger i kantonen Creil-Nogent-sur-Oise som tillhör arrondissementet Senlis. År 2022 hade Villers-Saint-Paul 6 500 invånare.

## Befolkningsutveckling
Antalet invånare i kommunen Villers-Saint-Paul
| Referens: INSEE |